# Попасне (Щастинський район)
Попа́сне — село в Україні, у Новоайдарській селищній громаді Щастинського району Луганської області. Населення становить 62 особи.

## Населення
За даними перепису 2001 року населення села становило 62 особи, з них 75,81% зазначили рідною українську мову, а 24,19% — російську.